# ولادیمیر گوندارتسف
ولادیمیر ایلیچ گوندارتسف (روسی: Влади́мир Ильи́ч Гундарцев؛ ۱۳ دسامبر ۱۹۴۴ – ۲۵ نوامبر ۲۰۱۴) ورزشکار دوگانه اهل اتحاد جماهیر شوروی سوسیالیستی بود.